# Хепбёрн, Майкл
Майкл Хе́пбёрн (англ. Michael Hepburn; род. 17 августа 1991, Брисбен, Австралия) — австралийский трековый и шоссейный велогонщик, выступающий с 2012 года за команду «Mitchelton-Scott». Пятикратный чемпион мира на треке. Чемпион Австралии на шоссе.

## Карьера
Хепбёрн стал национальным чемпионом среди юниоров в 2009 году в омниуме, командной и индивидуальной гонке преследования, установив в последнем соревновании мировой рекорд среди юниоров в 3:16,385. В том же году он участвовал в чемпионате мира в своей возрастной категории и выиграл две медали: золотую в гонке преследования и серебряную в командной гонке преследования, в финале которой его команда не смогла финишировать.
В 2010 году Хепбёрн стал чемпионом Австралии среди спортсменов до 23 лет в шоссейной гонке, а также участвовал в чемпионате мира по трековым велогонкам среди взрослых 2010, в котором стал чемпионом в командной гонке преследования.
В 2011 году он вместе с соотечественниками повторил успех на чемпионате мира, а также добрался до подиума индивидуальной гонки. На Тур де л'Авенир Хепбёрн отметился неприличным жестом на финише победного этапа, после чего был снят с гонки. Через несколько дней австралиец завоевал бронзовые медали в раздельной молодёжной гонке шоссейного чемпионата мира, причём потерял как минимум одну ступень подиума из-за падения.

## Достижения

### Трек
2009
Чемпионат мира на треке среди юниоров
1-й  — индивидуальная гонка
2-й  — командная гонка
Чемпионат Австралии
1-й  — индивидуальная гонка
1-й  — командная гонка
1-й  — омниум
Кубок мира на треке
1-й командная гонка, Пекин
1-й командная гонка, Мельбурн
2010
Игры Содружества
1-й  — командная гонка
3-й  — командная гонка
1-й  — Чемпионат мира Командная гонка
1-й  — Чемпионат Австралии Омниум
1-й — Кубок мира на треке, командная гонка, Мельбурн
2011
Чемпионат мира
1-й  — командная гонка
3-й  — индивидуальная гонка
Чемпионат Океании
1-й  — индивидуальная гонка
1-й  — командная гонка
Чемпионат Австралии
2-й  — командная гонка
3-й  — индивидуальная гонка
3-й  — гонка по очкам
2012
2-й  — Олимпийские игры
2013
Чемпионат мира
1-й  — индивидуальная гонка
1-й  — командная гонка
2016
2-й  — Олимпийские игры
1-й  — Чемпионат мира командная гонка

### Шоссе
2009
1-й на этапах 11 и 12 — Tour of the Murray River
2010
1-й  — Чемпионат Австралии U-23 в групповой гонке
1-й на этапе 1(ТТТ) — Thüringen Rundfahrt der U23
3-й — Rogaland GP
4-й — Memorial Davide Fardelli
2011
1-й на этапе 2 — Тур Норвегии
1-й в Прологе — Тур де л'Авенир
1-й на этапе 2(ТТТ) — Thüringen Rundfahrt der U23
2-й — Чемпионат Австралии U-23 в индивидуальной гонке
2-й — Gran Premio della Liberazione
3-й — Чемпионат мира U-23 в индивидуальной гонке
6-й — Olympia's Tour
2012
4-й — Чемпионат Австралии в индивидуальной гонке
2013
2-й  — Чемпионат мира командная гонка
2-й — Дуо Норман
2014
1-й  — Чемпионат Австралии в индивидуальной гонке
1-й на этапе 3 (ITT) — Тур Катара
1-й на этапе 1 (ТТТ) — Джиро д’Италия
2-й  — Чемпионат мира командная гонка
2015
1-й на этапе 1 (ТТТ) — Джиро д’Италия
2016
3-й  — Чемпионат мира командная гонка
2017
1-й на этапе 2 — Bay Classic Series
4-й — Чемпионат Австралии в индивидуальной гонке

### Статистика выступлений наГранд Турах
| Гранд-Тур       | 2014 | 2015 | 2016 | 2017 | 2018 |
| --------------- | ---- | ---- | ---- | ---- | ---- |
| Джиро д'Италия  | 154  | 160  | 150  | 122  | —    |
| Тур де Франс    | —    | —    | —    | —    | 117  |
| Вуэльта Испании | —    | —    | —    | —    | —    |